# Константинопольський мирний договір (1712)
Константинопольський мирний договір (1712) — договір, укладений між Московським царством і Османською імперією 23 (12) квітня 1712 в Стамбулі терміном на 25 років. Підписанням договору було юридично закріплено закінчення війни, оголошеної Османською імперією Московському царству 9 грудня 1711 та 27 січня 1712 у зв'язку з невиконанням умов Прутського трактату від 23 (12) липня 1711 року, зокрема щодо передачі Османській імперії фортеці Азов і знищення фортеці Таганрог та ін. Спираючись на неоднозначно сформульовані положення Прутського трактату, Османська імперія вимагала від Московського царства зречення на свою користь прав на Гетьманщину та Запорозьку Січ. 

## Подробиці
З московського боку договір підписали Петро Шафіров та Михайло Шереметєв, з османського — великий візир Юсуф-паша, посередниками виступили британські та голландські посли.
Договір був ратифікований московським царем Петром І 20 травня 1712.
Договір містив інтерпретацію й уточнення положень Прутського трактату. За його умовами Московське царство було зобов'язане протягом З місяців вивести свої війська з території Речі Посполитої, але мало право вести війну на цих землях у разі вступу до Речі Посполитої шведських військ. Московське царство поступалося територією Запорізької Січі, а також зрікалося влади над правобережним і запорозьким козацтвом. Сторони зобов'язалися не будувати фортець на р. Дон між містами Азов та Черкаськ. Дату виїзду шведського короля Карла XII до Шведської імперії мала визначати Османська імперія.
Порівняно з Прутським трактатом договір 1712 року чітко вказував не лише на підданство запорожців султанові, а й на приналежність території Запорозької Січі до Османської імперії. Ця норма збереглася до укладення Белградського мирного договору 1739 року.
У зв'язку з невиконанням Московським царством умов договору, зокрема щодо виводу військ з території Речі Посполитої, Османська імперія 31 жовтня 1712 знову оголосила Московському царству війну, яка закінчилася укладенням Адріанопольського мирного договору 1713 року.